# آنتکرا
آنِتِکرا (به اسپانیایی: Antequera) یک دهستان‌های اسپانیا، شهر و شهرک در اسپانیا است که در مالاگا واقع شده‌است.

## خصوصیات
آنِتِکرا ۸۱۴ کیلومترمربع مساحت و ۴۵٬۸۵۴ نفر جمعیت دارد و ۵۷۵ متر بالاتر از سطح دریا واقع شده‌است.

## خواهرخوانده
شهر اگد خواهرخواندهٔ آنِتِکرا هست.